# Xã Sherman, Quận Platte, Nebraska
Xã Sherman (tiếng Anh: Sherman Township) là một xã thuộc quận Platte, tiểu bang Nebraska, Hoa Kỳ. Năm 2010, dân số của xã này là 222 người.